# Sisyphus bornemisszanus
Sisyphus bornemisszanus är en skalbaggsart som beskrevs av S. Endrödi 1983. Sisyphus bornemisszanus ingår i släktet Sisyphus och familjen bladhorningar. Inga underarter finns listade i Catalogue of Life.